# Comuna Aninoasa, Argeș
Aninoasa este o comună în județul Argeș, Muntenia, România, formată din satele Aninoasa (reședința), Broșteni, Slănic și Valea Siliștii.

## Așezare
Comuna se află în nordul județului, pe malurile Bratiei și pe ale afluentului său, Slănicul, în Gruiurile Argeșului. Este străbătută de șoseaua națională DN73C, care leagă Câmpulung de Curtea de Argeș. La Slănic, din acest drum se ramifică șoseaua județeană DJ732, care o leagă spre sud de Vlădești, Bălilești și Stâlpeni (unde se termină în DN73). Din acest drum, la Valea Siliștii se ramifică șoseaua județeană DJ732B, care duce spre nord la Berevoiești (unde se termină în DN73C).

## Toponimie
Aninoasa - toponimul are la bază apelativul anin (lat. Alinus), având sensul de pădure tânără, care se regenerează, după ce a fost tăiată.
Broșteni - nume topic care derivă din termenul broștean (iederă).
Slănic - toponim care este alcătuit din vechiul slav slanu, echivalent al termenului sărat, nume topic ce-și găsește explicația prin existența unor săruri aflate pe teritoriul localității.
Valea Siliștii - acest nume topic are la bază apelativul siliște, având la origine sensul etimonului bulgar șchirste, echivalent cu ruinele sau așezarea unui sat, localitatea fiind așezată pe valea unde a existat înainte o așezare umană.

## Solurile
Solurile terenurilor din cadrul comunei Aninoasa sunt de mai multe feluri: brun-galben de pădure, brun, soluri care s-au format pe substrat calcaroros de argilă și marnă, precum și soluri formate  pe combinații de aluviuni și roci dezagregate. În subsol se găsește cărbune inferior, sare și izvoare minerale.

## Clima
Clima din această zonă este temperat-continentală, în zona deluroasă fiind mai moderată, comparativ cu partea muntoasă înaltă, înregistrându-se temperaturi medii anuale de 9-10°C, iar precipitațiile înregistrate sunt de 600-700 mm în depresiuni și 800-900 mm pe mușcele, acestea fiind deseori sub formă de aversă.

## Specific arhitectural
Arhitectura localității este specifică zonei etnoculturale a Muscelului. Locuințele sunt prevăzute cu două niveluri, nivelul inferior (beciul), precum și sala etajului care este dispusă pe întreaga fațadă a casei și este prevăzută cu parapeți de zid și cu stâlpi din lemn, accesul la etaj având loc prin intermediul unei scări mascate de parapet.

## Demografie
Componența etnică a comunei Aninoasa
     Români (82,57%)
     Romi (13,82%)
     Alte etnii (0%)
     Necunoscută (3,61%)
Componența confesională a comunei Aninoasa
     Ortodocși (93,13%)
     Penticostali (1,35%)
     Alte religii (1,29%)
     Necunoscută (4,23%)
Conform recensământului efectuat în 2021, populația comunei Aninoasa se ridică la 3.190 de locuitori, în scădere față de recensământul anterior din 2011, când fuseseră înregistrați 3.299 de locuitori. Majoritatea locuitorilor sunt români (82,57%), cu o minoritate de romi (13,82%), iar pentru 3,61% nu se cunoaște apartenența etnică. Din punct de vedere confesional, majoritatea locuitorilor sunt ortodocși (93,13%), cu o minoritate de penticostali (1,35%), iar pentru 4,23% nu se cunoaște apartenența confesională.

## Politică și administrație
Comuna Aninoasa este administrată de un primar și un consiliu local compus din 13 consilieri. Primarul, Daniel Iosif[*], de la Partidul Național Liberal, este în funcție din 1 noiembrie 2024. Începând cu alegerile locale din 2024, consiliul local are următoarea componență pe partide politice:
|  | Partid                    | Consilieri | Componența Consiliului | Componența Consiliului | Componența Consiliului | Componența Consiliului | Componența Consiliului | Componența Consiliului | Componența Consiliului |
|  | ------------------------- | ---------- | ---------------------- | ---------------------- | ---------------------- | ---------------------- | ---------------------- | ---------------------- | ---------------------- |
|  | Partidul Național Liberal | 7          |                        |                        |                        |                        |                        |                        |                        |
|  | Partidul Social Democrat  | 6          |                        |                        |                        |                        |                        |                        |                        |

## Istorie
La sfârșitul secolului al XIX-lea, comuna era formată din satele Aninoasa, Broșteni și Valea Siliștii, având în total 1133 de locuitori ce trăiau în 266 de case. Existau în comună o moară pe Bratia, o școală mixtă și două biserici (din care una aparținea mănăstirii Aninoasa). La acea vreme, pe teritoriul actual al comunei mai funcționa în plaiul Nucșoara al aceluiași județ și comuna Slănic, formată doar din satul de reședință, cu 500 de locuitori, o biserică, o școală înființată în 1832 și o moară pe râul Slănic.
Anuarul Socec din 1925 consemnează comuna Aninoasa în plasa Râul Doamnei a aceluiași județ, având 1479 de locuitori și aceeași alcătuire; comuna În 1950, comuna Aninoasa a fost transferată raionului Muscel din regiunea Argeș. În 1968, ea a trecut la județul Argeș. fusese desființată și inclusă în comuna Domnești. În 1931, comuna Slănic a fost din nou înființată, numai pentru a fi la scurt timp comasată cu comuna Aninoasa. Pe teritoriul comunei, cercetările arheologice au descoperit urme de așezări, care au aparținut orânduirii feudale. Numele localității se află menționat într-un document emis de voievodul Vlad Dracul la data de 13 august 1437, act prin care întărește unor boieri, satul Aninoasa, precum și alte proprietăți din zonă, scutindu-i totodată de slujbe și dări. Următorul document în care este menționată localitatea este datat din 14 decembrie 1570, când voievodul Alexandru al II-lea donează „lui Radu cu frații lui, Dragomir și Albul și Nan și cu fiii lor, câți le va lăsa Dumnezeu, ca să le fie ocină în Aninoasa, din plasa lui Badea, partea lui Oancea, din toată, jumătate, din vecini și din mori și din dârstă și din câmp și din munte și din pădure și de peste toată ocina”. Din alte documente găsim menționate nume de oameni din comuna Aninoasa, care au fost martorii încheierii unor tranzacții: 21 aprilie 1599 - „popa Bertea din Aninoasa”, în data de 25 iunie 1609, apar menționate numele „Țogan și Zaharia”, la 6 iulie 1626, este specificat numele „popa Savu ot Aninoasa”, iar pe data de 9 iunie 1630, „Mogoș din Aninoasa”. În cadrul documentelor din secolul al XVII- lea, se găsește menționat de mai multe ori satul Aninoasa, datorită boierului Tudoran, a fiilor acestuia și în special datorită nepotului său, Tudoran, care locuia în Aninoasa. În harta Țării Românești, realizată între anii 1790 și 1791, de către colonelul austriac Specht, localitatea Aninoasa este plasată lângă mănăstire, denumirea fiind însă schimbată în „Linoasa”. Realizând o incursiune în timp, găsim specificat faptul că „în Războiul pentru Independență de la 1877-1878, ostașii musceleni au fost încadrați în batalionul 2 dorobanți Mușcel care, alături de batalionul 1 Argeș, forma Regimentul 4 Dorobanți Argeș, creat la 1 ianuarie 1876, iar călărașii în escadronul 4 Mușcel, împreună cu escadronul 1 Argeș, făcând parte din Regimentul 2 Călărași Vâlcea”. Ostașii mușceleni, între care s-au aflat și cei din cadrul comunei Aninoasa, au trecut Dunărea pe data de 17 octombrie 1877, participând activ la asaltul pozițiilor turcești de la Rahova. Astfel, printre cei care s-au jertfit la datorie în luptele pentru cucerirea Rahovei s-au aflat: soldatul Aurel Gheorghe din localitatea Aninoasa, precum și soldații David Gheorghe, Năftănăilă Gh. Gheorghe și sergentul Diaconu Nicolae.În timpul Primului Război Mondial, comuna Aninoasa a fost transformată într-un adevărat câmp de luptă, în localitate acționând un „detașament românesc de supraveghere”, care era subordonat Armatei a 2-a. Astfel, în comună a fost ridicat Monumentul Eroilor din timpul Primului Război Mondial, având inscripția: „Ridicatu-s-a acest monument în amintirea eroilor din comuna Aninoasa, morți în războiul 1916 -1918”. Pe laturile monumentului sunt înscrise numele unui număr de 14 militari din localitate, căzuți pe câmpul de onoare. În timpul campaniilor desfășurate de trupele românești între anii 1877-1878, 1916-1919 și 1941-1945, din cadrul comunei  Aninoasa au căzut la datorie 154 de ostași, dintre care: 3 luptători în timpul războiului de Independență, 104 în  Războiul de Reîntregire Națională, precum și un număr de 47 în Cel De-al Doilea Război Mondial.

## Patrimoniul cultural- istoric
În comuna Aninoasa se află mănăstirea Aninoasa, ansamblu monument istoric de arhitectură de interes național, compus din biserica „Sfântul Nicolae” (1677–1729), paraclisul „Sfântul Gheorghe” și „Sfântul Dumitru” (1773), pivnițele caselor de la Tudoran Vlădescu (1677), casele egumenești, chiliile, turnul clopotniță și zidul de incintă (ultimele patru din perioada 1722–1729). Tot ca monument istoric de interes național, de această dată memorial sau funerar, este și crucea de piatră din curtea bisericii din Aninoasa, datând din secolele al XVII-lea–al XVIII-lea. 
„În anul 1682 mănăstirea Aninoasa a fost închinată mănăstirii Câmpulung, iar după 1778 ajunge metoh al Mitropoliei. Arsă și jefuită de turci în 1821, mănăstirea Aninoasa a început să se ruineze după 1864, de aceea a fost restaurată de mai multe ori, astfel că astăzi se numără printre ansamblurile monahale din Argeș ce se păstrează într-o stare foarte bună”. În hrisovul lui Ștefan Cantacuzino din 18 octombrie 1714 se specifică faptul că: „mănăstirea Aninoasa este spre partea muntelui, la loc fără de hrană și fără venit”, iar din hrisovul lui Constantin Mavrocordat reiese că „mânăstirea se află spre partea muntelui la loc sec și neroditor”. Din trecutul acestei mănăstiri, distingem patru epoci însemnate, precum: epoca dintre anii 1677-1778, când s-a aflat sub îngrijirea mânăstirii Câmpulung, epoca anilor 1778-1812, perioadă în care egumenii erau orânduiți dintre clericii Mitropoliei, al cărei metoh ajunsese și Aninoasa, epoca cuprinsă între 1812 și secularizare și epoca după secularizare, când acest edificiu de cult a ajuns în ruină. În curtea mănăstirii se află amplasată o cruce de piatră, fiind considerată monument de cult. Aici găsim inscripția: „Ridicatu-s-au această sfântă cruce de robul lui Dumnezeu Dan, logofătul mănăstirii Aninoasa”.
Biserica a fost construită de către clucerul Tudoran Vlădescu în anul 1677, care după moartea soției, s-a călugărit luând numele de Teodosie și a transformat biserica de mir în mănăstire de călugări. Construită pe un plan dreptunghiular cu absida altarului decroșată, lăcașul de cult este prevăzut cu turle peste naos și pronaos. Între anii 1722-1729, biserica a fost restaurată de către mitropolitul Ungrovlahiei Daniil, care a adăugat pridvorul cu arcade, a extins feretrele, a pardosit lăcașul de cult cu lespezi de piatră și chiar a rezugrăvit-o. În urma seismului din anul 1838, biserica a fost afectată, fiind consolidată și rezugrăvită ulterior între anii 1838-1843 de către logofătul Daniil Cantarolu, iar cei care au refacut pictura edificiului de cult au fost Ion Gârniță și Gheorghe Pop. Pictura murală originară din 1677 aparținând zugravului câmpulungean Pârvu Mutu s-a conservat fragmentar. „Pridvorul bisericii «Sfântul Nicolae», pictat de celebrul zugrav Pârvu Mutu, înfățișează câteva scene fantastice, un «Zodiac» inspirat de cărțile populare”.
Paraclisul având în componență altarul și naosul, a fost edificat în anul 1773, de către egumenul Mihail Tărtășescu. Clopotnița a fost construită de către mitropolitul Daniil în anul 1729, aceasta are la bază un plan pătrat, precum și trei niveluri, iar foișorul comunică cu clădirile de pe latura nordică. Stăreția datează din anul 1722, fiind o construcție, care prezintă un plan dreptunghiular cu două niveluri.
Acest ansamblu monahal feudal a reprezentat locul de refugiu al unor arnăuți ai lui Alexandru Ipsilanti, învinși la Drăgășani de turci, în timpul evenimentelor din anul 1821, arnăuții fiind uciși, iar biserica - incendiată.
În patrimoniul mănăstirii, se găsesc mai multe cărți ritualice, din care menționăm: „Îndreptarea legii” (1652), „Penticostarion”(1743, 1765), „Evanghelii” (1750, 1786), „Psaltire” (1790), Cazanii (1745, 1780), „Minele” (1780), precum și icoane pictate pe lemn aparținând secolului XIX. Începând cu anul 2001, așezământul de la Aninoasa a fost reînființat ca și mănăstire de maici.
Mănăstirea Slănic este situată pe vârful unui deal din satul Slănic, comuna Aninoasa și a fost ridicată după anul 1990, pe locul unui schit care datează încă din vremea voievodului Țării Românești, Vlad Țepeș. „Este cea mai mare mănăstire de călugări din județ, în care se citește neîntrerupt psaltirea”. O biserică din lemn a așezământului monahal este atestată documentar între anii 1805 - 1830. Așezământul monahal a renăscut începând cu anul 1922, odată cu sosirea ieromonahului Isidor Ghimpețeanu, deoarece acesta împreună cu monahul Pantelimon Șușală a ridicat biserica, ce a fost sfințită în anul 1930.
Biserica nouă „Nașterea Maicii Domnului” a fost edificată de către starețul Teofil Bădoiu între anii 1991-1993 și are planul în formă de cruce, în interior având un altar semicircular, iar în exterior poligonal. Pictura murală originară a fost realizată în anul 1997 de către Ilie Dantes.
Biserica Valea Siliștei  a fost ctitorită de preotul Adrian Bucur împreună cu obștea satului pe locul unei biserici din lemn construită de egumenul Dositei Aninoșanu. 

## Personalități locale
- Tudoran Aninoșeanu (Vlădescu) s-a născut în jurul anului 1628 în satul Aninoasa, fiind înmormântat în 1695 în biserica mănăstirii Aninoasa, ctitoria sa. Înrudit cu multe familii boierești din țară, s-a afirmat în sfera economică, politică și culturală a țării. Din documentele existente este înregistrat cu mai multe funcții precum: paharnic (1653-1664), clucer (1664-1669), mare pitar (1669), stolnic (1673). Este cunoscut datorită ctitoriei sale, biserica din satul Aninoasa, care a fost ridicată în anul 1677 și transformată în mănăstire, chiar el devenind călugăr sub numele de Teodosie.
- Vasile Fica (1929), născut în satul Valea Siliștii, comuna Aninoasa, a fost medic, profesor universitar, iar pe linie managerială a avut următoarele funcții: director al Spitalului Brâncovenesc (1973-1978), director al Spitalului Clinic București (1980-1990), precum și șef Secție II Medicală a Spitalului Universitar de Urgență București. Între anii 1963- 1966 a făcut parte din Societatea de Medicină Internă, precum și secretar al comitetului societății. Din anul 1973 face parte din Colegiul de redacție al revistei „Viața Medicală”, de asemenea este autor a patru monografii și a 130 lucrări științifice.

- Constantin C. Dejan (1916-1996) - preot cărturar, sociolog, a avut contribuții în realizarea Muzeului Satului din București. Din opera sa, amintim lucrările: „Istorioare duhovnicești„ , „Repere spirituale pentru creștinul adevărat”, „Pași spre Țara veșniciei”, precum și studii referitoare la unele monumente de arhitectură (Biserica de lemn Drăguțești), precum și personalități locale (folcloristul C. Rădulescu- Codin).
- Ioan Rămureanu (1910-1988) - din opera sa amintim: „Istoria bisericească universală”, precum și articole cu referință spre începuturile creștinismului la români și legăturile Bisericii Ortodoxe Române cu alte biserici creștine.
- Teodor N. Mavrodin (1936), născut în 1936, în satul Slănic, comuna Aninoasa, județul Argeș. Ca și funcții amintim: muzeograf la Complexul Muzeal Golești - Argeș (1967-1978), director al Arhivelor Naționale- Direcția Județului Argeș (1978-2000). A publicat mai multe volume, dintre care menționăm: „Argeș - ghid turistic al județului”, „Argeș - județele patriei- monografie”, „Câmpulung, mic îndreptar turistic”, „Îndrumător în Arhivele Statului. Județul Argeș”, „Pitești - Mărturii documentare, 1388-1944”, „România. Viața politică în documente”, „Istoria Primăriei Pitești”, „Mareșalul Antonescu întemnițat la Moscova”, „Masoneria română văzută de un mason”, „Episcopia Argeșului”, „Comuna Leordeni, județul Argeș. File de cronică”, de asemenea a publicat numeroase studii și articole și a participat la mai multe consfătuiri interne și internaționale, referitoare la probleme arhivistice.